# 티레니아해

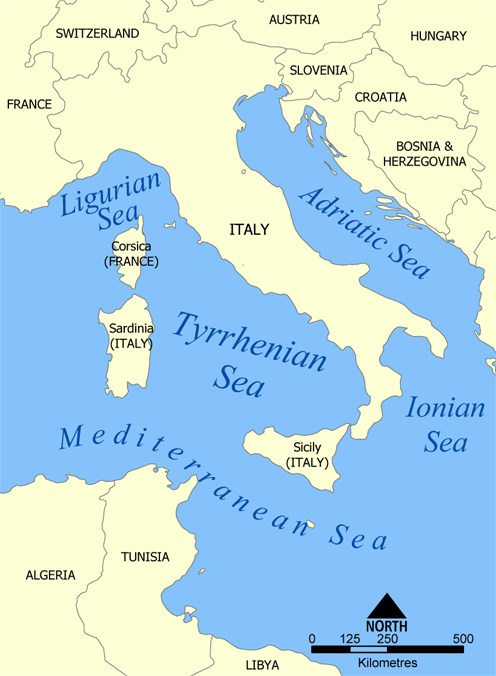
티레니아해 지도

티레니아해(이탈리아어: mar Tirreno, 영어: Tyrrhenian Sea)는 이탈리아반도 서쪽의 해역으로, 지중해의 일부이다. 북쪽과 동쪽은 이탈리아 반도에 맞닿아 있고, 서쪽으로 코르시카섬과 사르데냐섬이 있으며, 남쪽으로 시칠리아섬이 있다. 카프리섬, 엘바섬, 이스키아섬, 우스티카섬과 같은 소수의 작은 섬들도 있다.  가장 깊은 곳은 수심 3,785m이다. 이름은 이탈리아의 고대 민족인 튀르레니아에서 유래했다.
티레니아해에는 다섯 곳의 해협이 있다.
- 메시나 해협: 폭 3 km로, 이탈리아반도와 시칠리아섬 사이의 해협이다. 이오니아해와 연결된다.
- 시칠리아 해협: 폭 160 km로, 시칠리아섬과 튀니지 사이의 해협이다.
- 사르데냐 해협: 폭 200 km로, 튀니지와 사르데냐섬 사이의 해협이다.
- 보니파시오 해협: 폭 11 km로, 사르데냐섬과 코르시카섬 사이의 해협이다.
- 코르시카 해협: 폭 80 km로, 코르시카섬과 이탈리아반도 사이의 해협이다.